# Oregodasys phacellatus
Oregodasys phacellatus is een buikharige uit de familie Thaumastodermatidae. Het dier komt uit het geslacht Oregodasys. Oregodasys phacellatus werd in 1965 voor het eerst wetenschappelijk beschreven door Clausen. 